# Deramas anyx
Deramas anyx är en fjärilsart som beskrevs av John Nevill Eliot 1964. Deramas anyx ingår i släktet Deramas och familjen juvelvingar. Inga underarter finns listade i Catalogue of Life.